# Dumnezeul golurilor
Dumnezeul golurilor este tipul unei perspective teologice în care lacunele din cunoașterea științifică sunt considerate a fi dovezi pentru existența lui Dumnezeu. Termenul a fost inventat de teologii creștini, nu pentru a discredita teismul, ci pentru a descuraja sprijinirea pe argumentele teologice pentru existența lui Dumnezeu. Acest fel de argumente presupune riscul ca unele din acele lacune să dispară, iar astfel să pice argumentele care se bazau pe lacunele respective.

## Întrebuințarea generală
Termenul „Dumnezeul golurilor” este uneori folosit pentru a descrie retragerea incrementală a explicațiilor religioase date fenomenelor fizice în lumina explicațiilor științifice din ce în ce mai cuprinzătoare pentru respectivele fenomene.

## Utilizarea ca referire la un tip de argument
Termenul „argumentul Dumnezeul-golurilor” se poate referi la poziția care-l considera pe Dumnezeu ca fiind cauza fenomenelor pe care cunoașterea umană nu le-a explicat încă, ceea ce reprezintă o variantă a argumentului ignoranței.
Un astfel de argument poate fi redus uneori la următoarea formă:
- Există un gol în ceea ce privește înțelegerea unui aspect al lumii naturale.
- Prin urmare cauza trebuie să fie supranaturală.

Un exemplu al unui asemenea argument, care îl folosește pe Dumnezeu ca explicație pentru una dintre lacunele curente din știința biologică, este după cum urmează:
„Datorită faptului că știința curentă nu poate deduce cu exactitate cum a apărut viața, înseamnă că Dumnezeu a cauzat apariția vieții”. Criticii Designului Inteligent, spre exemplu, i-au acuzat pe susținători de folosirea acestui tip de argument de bază.
Argumentele Dumnezeul-golurilor au fost utilizate de către teologi pentru obținerea efectului de remitere a lui Dumnezeu zonelor încă neexplorate de știință; pe măsură ce cunoașterea crește, domeniul lui Dumnezeu se micșorează.

## Critică
Punctul de vedere bazat pe argumentul găurilor a fost criticat pentru insinuarea conform căreia Dumnezeu acționează doar în goluri și activitatea sa este limitată la astfel de „goluri”. 